# Kaffee (Pflanze)
Kaffee (Coffea) ist eine Pflanzengattung in der Familie der Rötegewächse (Rubiaceae) mit derzeit 124 bekannten Arten. Die berühmtesten unter ihnen sind die als Plantagenpflanzen bevorzugten Arabica-Kaffee (Coffea arabica) und Robusta-Kaffee (Coffea canephora), letztere bekannter unter dem nur noch als Synonym geltenden Namen Coffea robusta.
Es werden aber die Samen („Bohnen“) von mindestens fünf weiteren Arten ebenfalls geröstet und verkauft, um daraus das Getränk Kaffee herzustellen.

## Beschreibung
Coffea-Arten sind immergrüne, kleine Bäume oder Sträucher, manchmal Kletterpflanzen. Die gegenständigen, gestielten Laubblätter besitzen eine einfache, glänzende Blattspreite. Es sind Nebenblätter vorhanden.
Es werden achselständige, vielblütige und zymöse Blütenstände gebildet. Die duftenden, zwittrigen und sitzenden bis kurz gestielten Blüten sind vier- bis neunzählig. Es sind teils mehrere verwachsene Tragblätter (Calyculus) vorhanden, diese sind teils blattartig vergrößert. Der Kelch am Blütenbecher ist nur minimal ausgebildet, er ist gestutzt oder bis sechszipflig. Die weißen bis rosa Kronblätter sind röhrig, stielteller- oder trichterförmig verwachsen; wobei die Röhre kürzer ist als die dachigen Kronzipfel. Es sind bis zu 8 sehr kurze Staubblätter oben in der Kronröhre vorhanden. Der zweikammerige Fruchtknoten ist unterständig, der Griffel endet in einer zweilappigen Narbe.
Die Kaffeekirschen oder Kaffeebeeren genannten Steinfrüchte schmecken fruchtig süß, besitzen aber sehr wenig Fruchtfleisch. Dieses ist umgeben von einer dicken, weichen Schale. Unter der Fruchtpulpe befindet sich das von Schleim umgebene Pergamenthäutchen. Darunter liegt das Silberhäutchen, das die Samen bedeckt. In der Frucht befinden sich meist zwei, selten mehr, Samen, die so genannten Kaffeebohnen. Gelegentlich bildet sich auch nur ein Samen aus, welcher dann Perlbohne genannt wird.

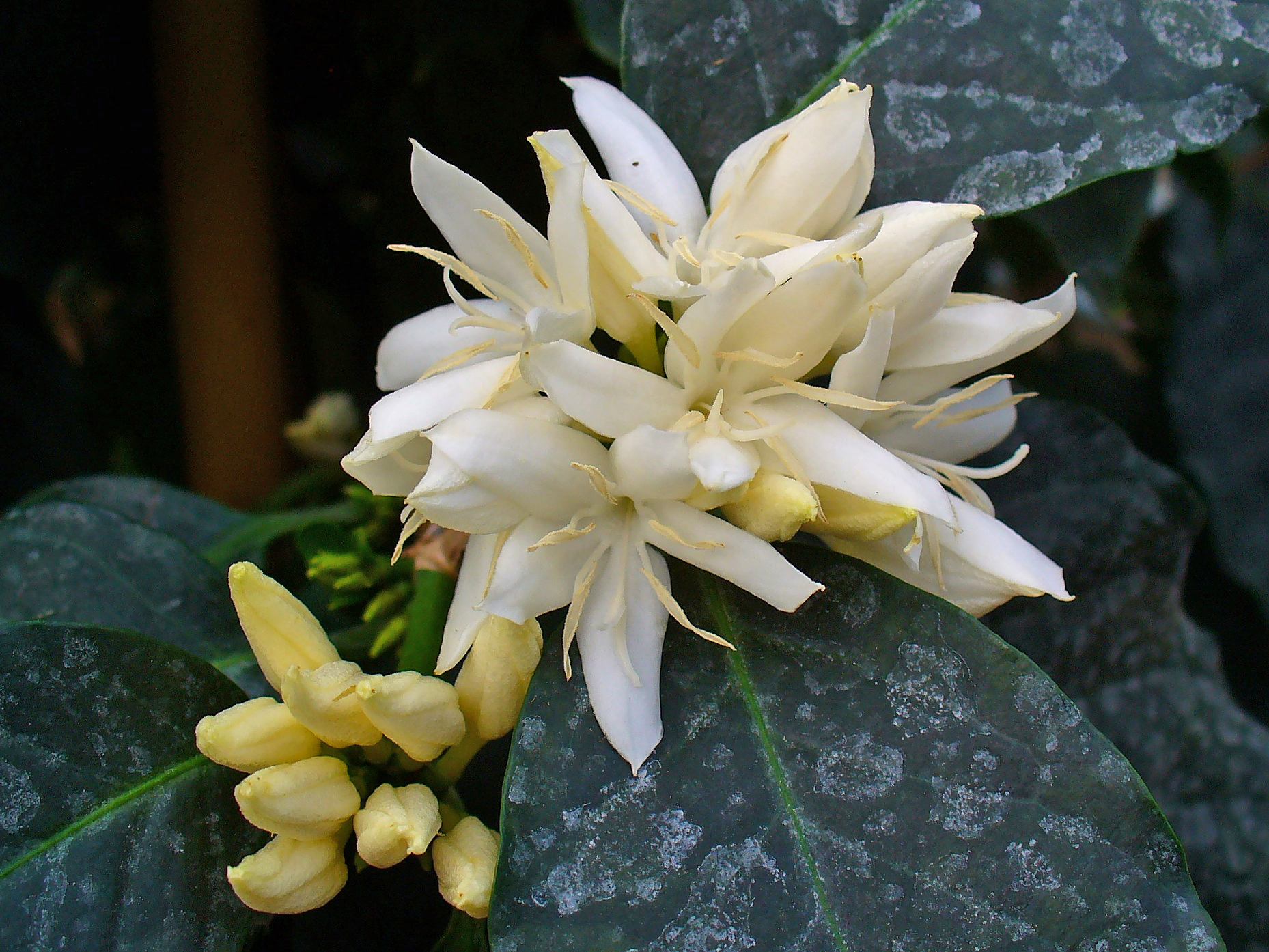
Fünfzählige Blüten von Arabica-Kaffee (Coffea arabica)
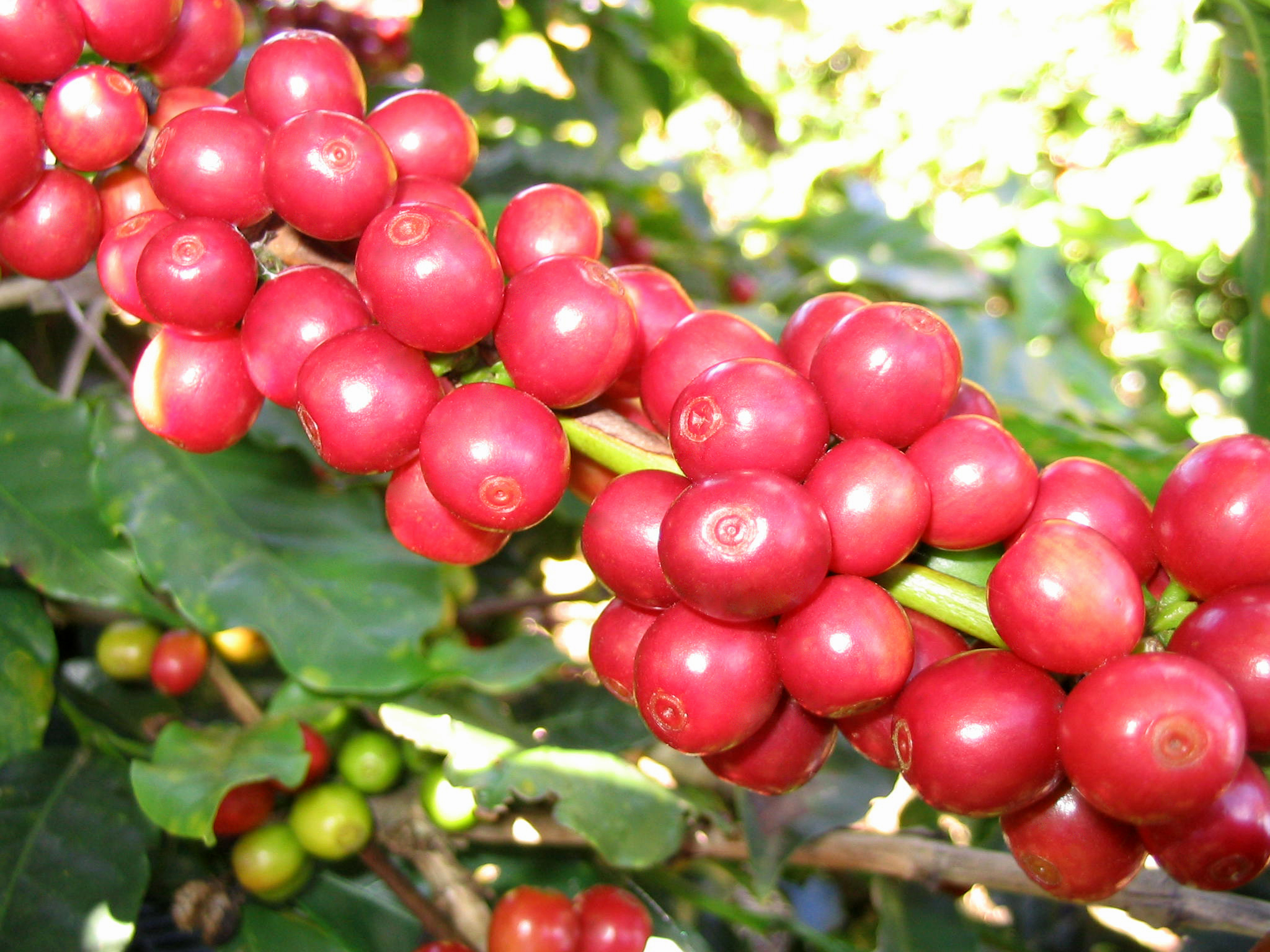
Steinfrüchte von Arabica-Kaffee (Coffea arabica)
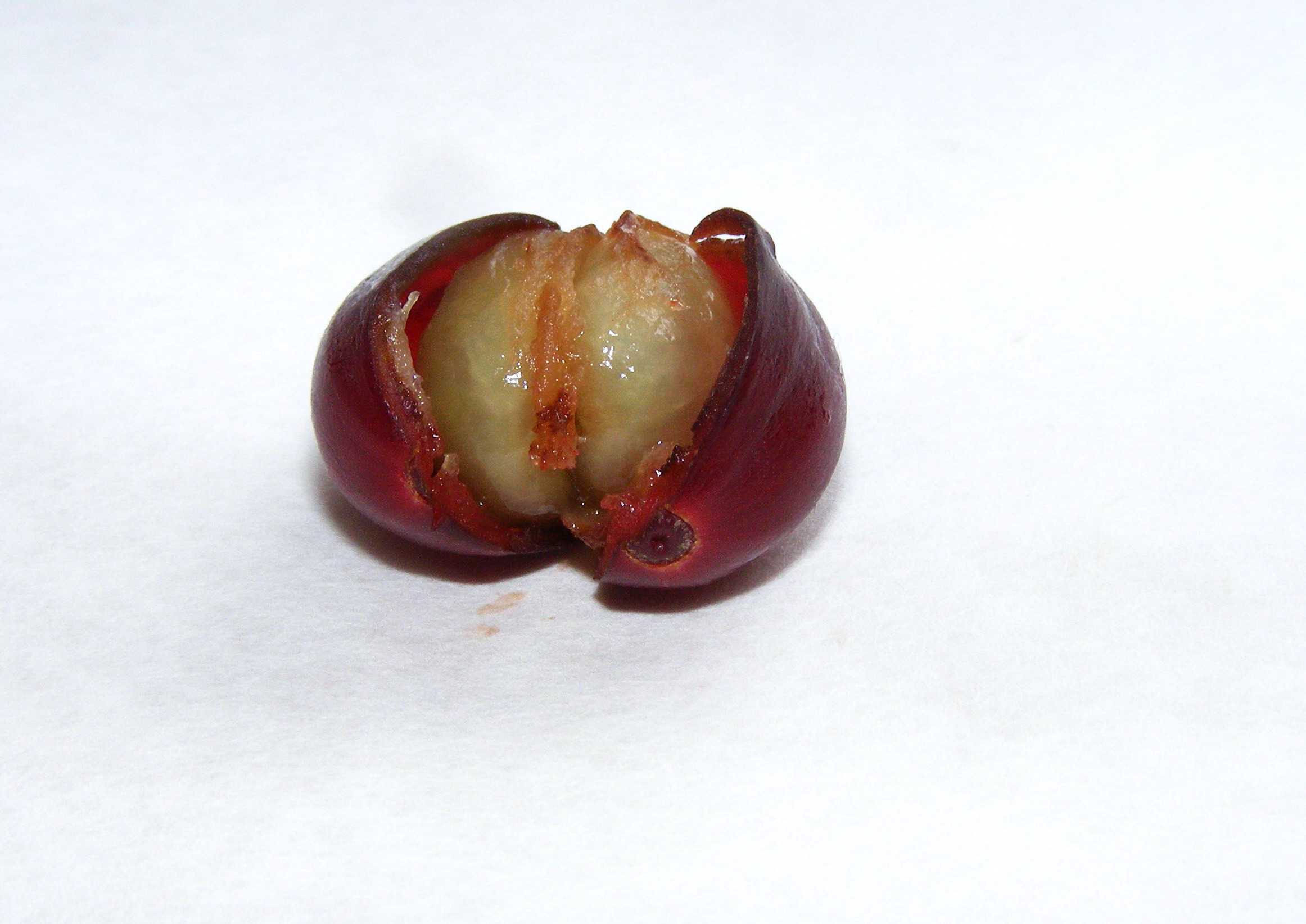
Geöffnete Steinfrucht mit den zwei Samen
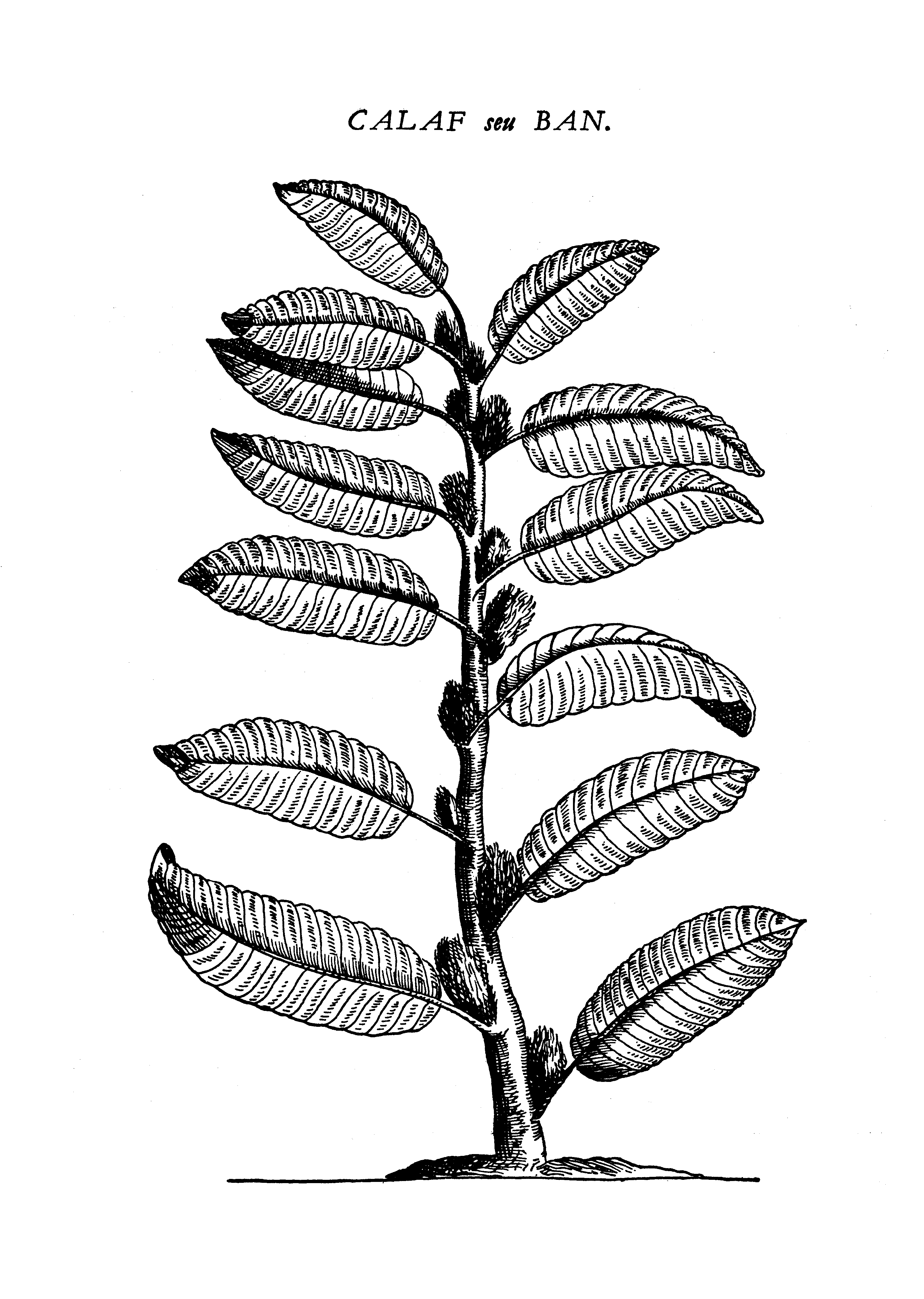
Erste europäische Abbildung einer Kaffeepflanze (1592)

## Nutzung
Die Kaffeebohnen genannten Samen enthalten als wirksamen Bestandteil Coffein und sind der Rohstoff für das anregende Heißgetränk Kaffee. Dazu werden die Bohnen auf unterschiedliche Weise getrocknet, (mit oder ohne Fruchtfleisch) fermentiert und später geröstet. Die Schale der Kaffeekirsche kann zur Herstellung von Cascara verwendet werden.
Aus den rohen oder gerösteten Samen des Kaffeestrauchs wird das Kaffeebohnenöl gewonnen, das hauptsächlich zur Produktion von Sonnenschutzmitteln und Körperlotionen dient. Bis zur Verkohlung geröstet und zu Pulver verrieben wird medizinische Kaffeekohle als natürliches Mittel vor allem zur Behandlung von Durchfallerkrankungen eingesetzt.

Kaffeeanbaugebiete der Welt
r: Robusta-Kaffee
m: Robusta- und Arabica-Kaffee
a: Arabica-Kaffee

## Geschichte
Fast alle Arten haben ihre ursprüngliche Heimat im tropischen Afrika, Madagaskar und den Maskarenen.
Seit dem 17. Jahrhundert wird in Europa Kaffee getrunken, verbreitet durch Araber und Türken. Die mit Abstand häufigste kultivierte Art ist Coffea arabica, deren Urform aus den Hochländern Äthiopiens und des Sudans stammt, heute aber weltweit in der tropischen und subtropischen Zone als Kulturpflanze angebaut wird.

## Systematik
Die Gattung Coffea wurde 1753 durch Carl von Linné in Species Plantarum, S. 172 aufgestellt. Synonyme für Coffea L. sind Buseria T.Durand, Cafe Adans., Hexepta Raf., Leiochilus Hook. f., Nescidia A.Rich., Paolia Chiov., Pleurocoffea Baill., Psilanthopsis A.Chev., Solenixora Baill. Die Gattung Coffea wird in die zwei Untergattungen Baracoffea und Coffea gegliedert. Von etwa 124 Arten in der Gattung Coffea wurden einige erst im 21. Jahrhundert beschrieben. Die Gattung Coffea gehört zur Tribus Coffeeae in der Unterfamilie Ixoroideae innerhalb der Familie der Rubiaceae.
Von der Vielzahl botanischer Arten werden neun entweder weltweit oder wenigstens regional kultiviert und zum Brauen von Kaffee verwendet.
In der Gattung Coffea gibt es etwa 124 Arten:

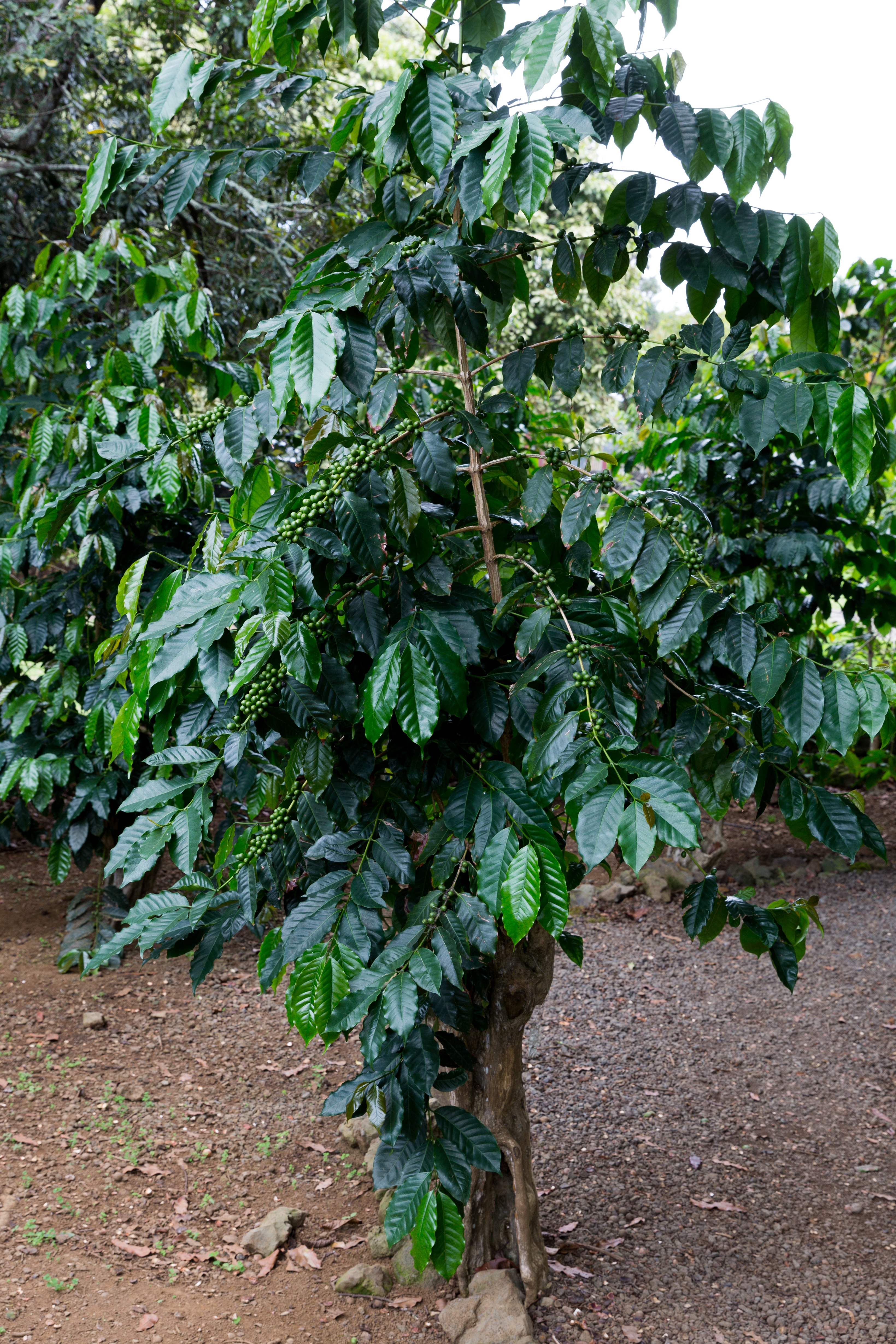
Coffea arabica

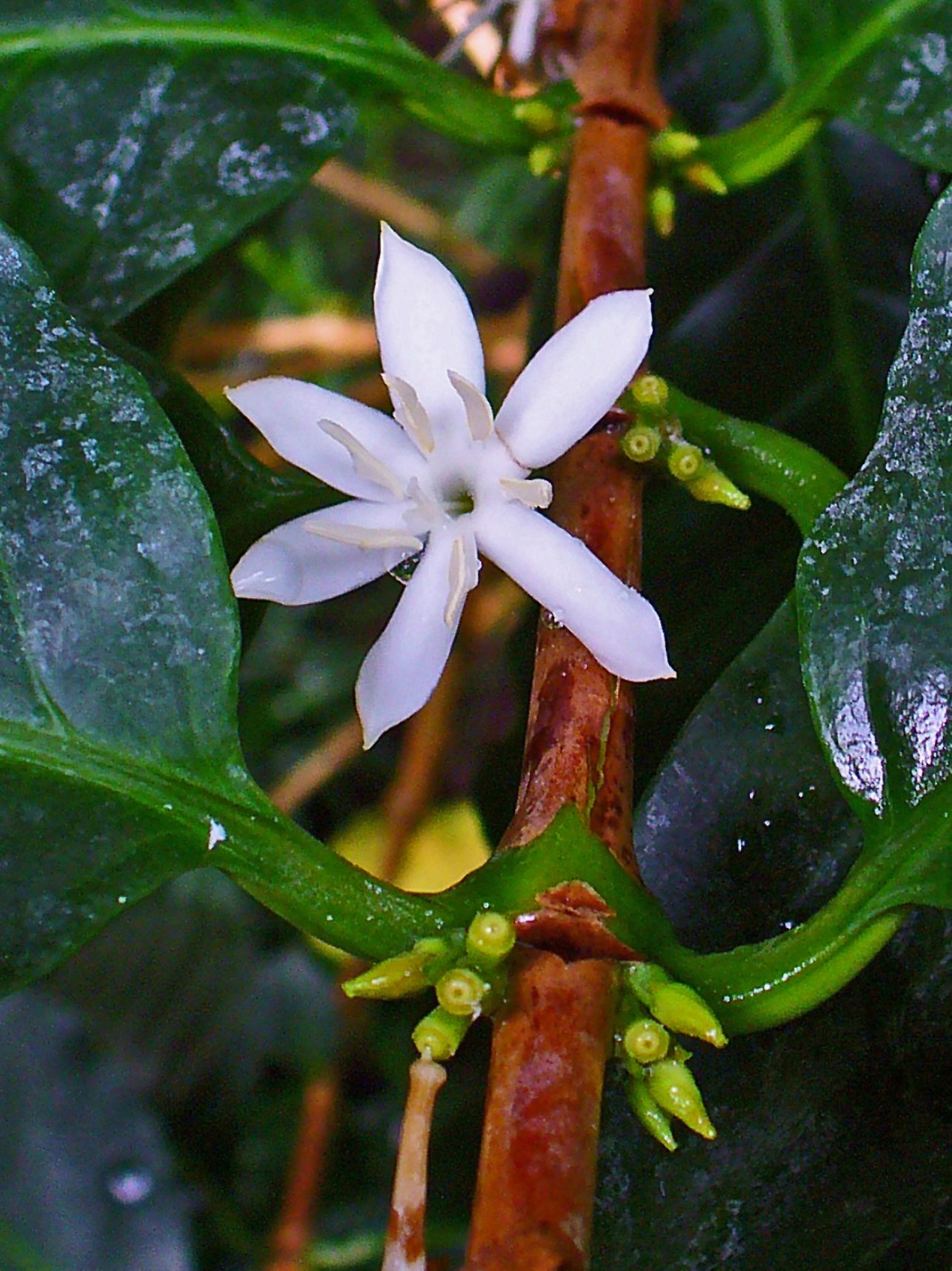
Coffea arabica, Blüte

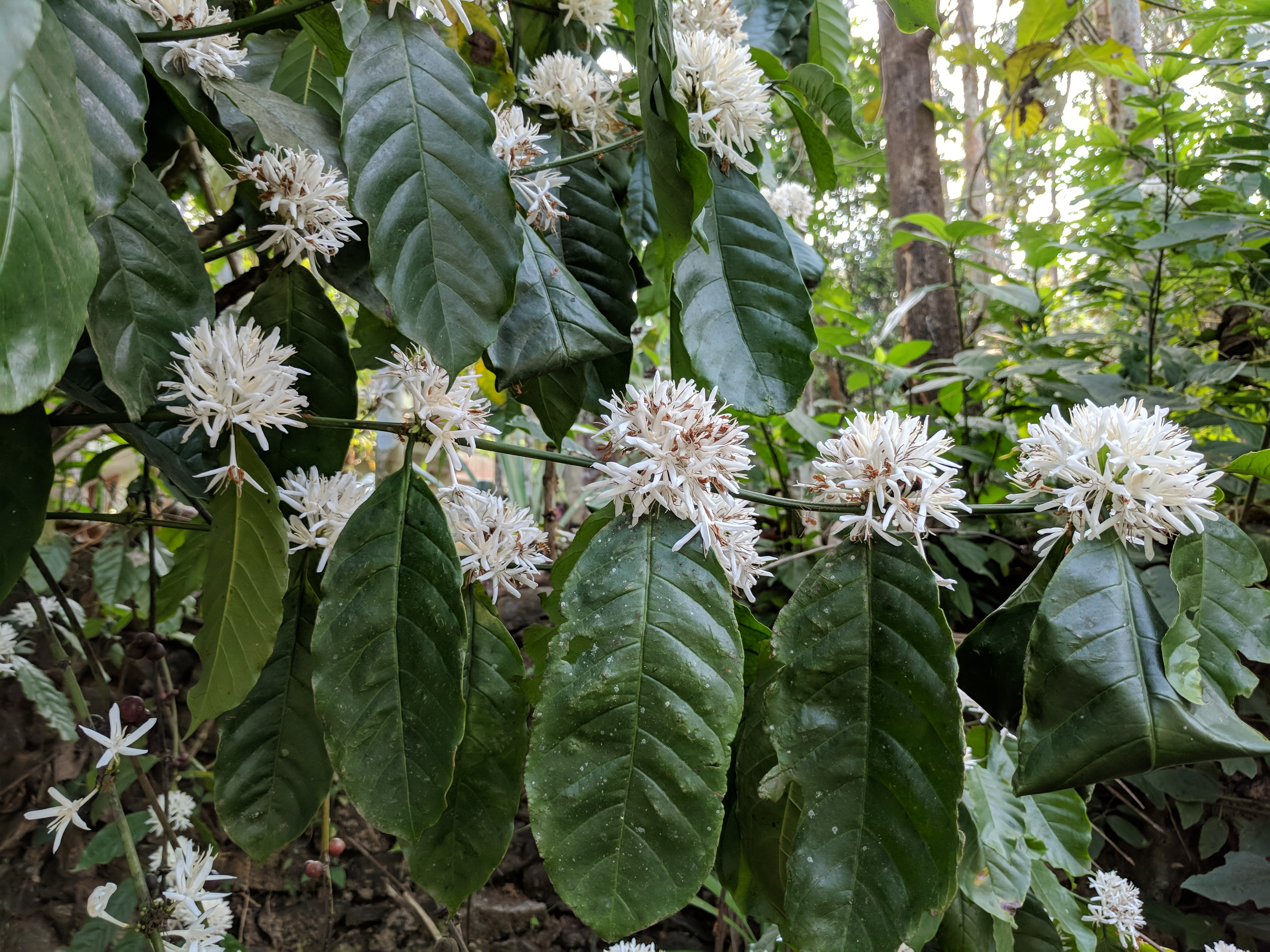
Coffea arabica blühend

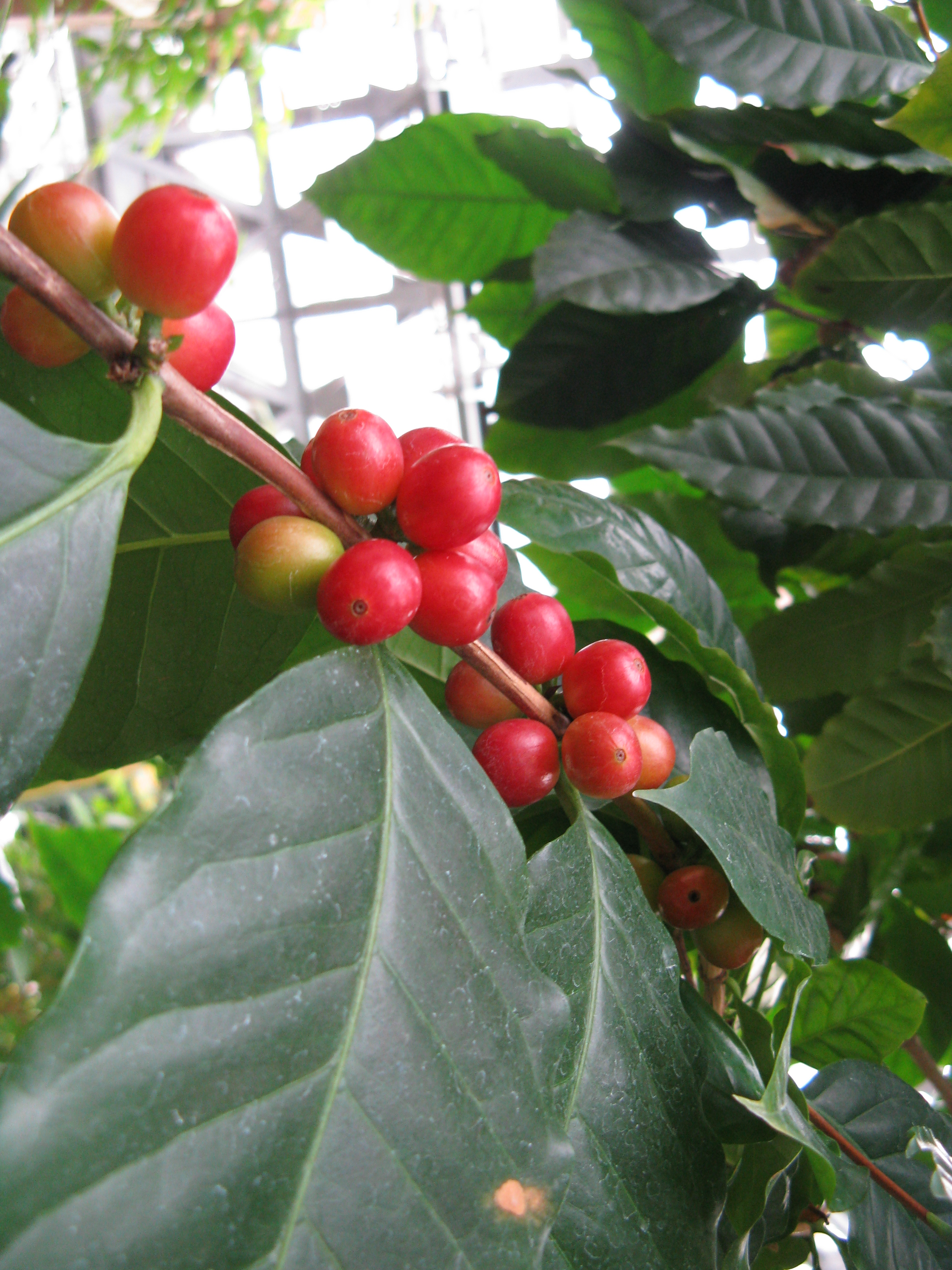
Coffea arabica fruchtend

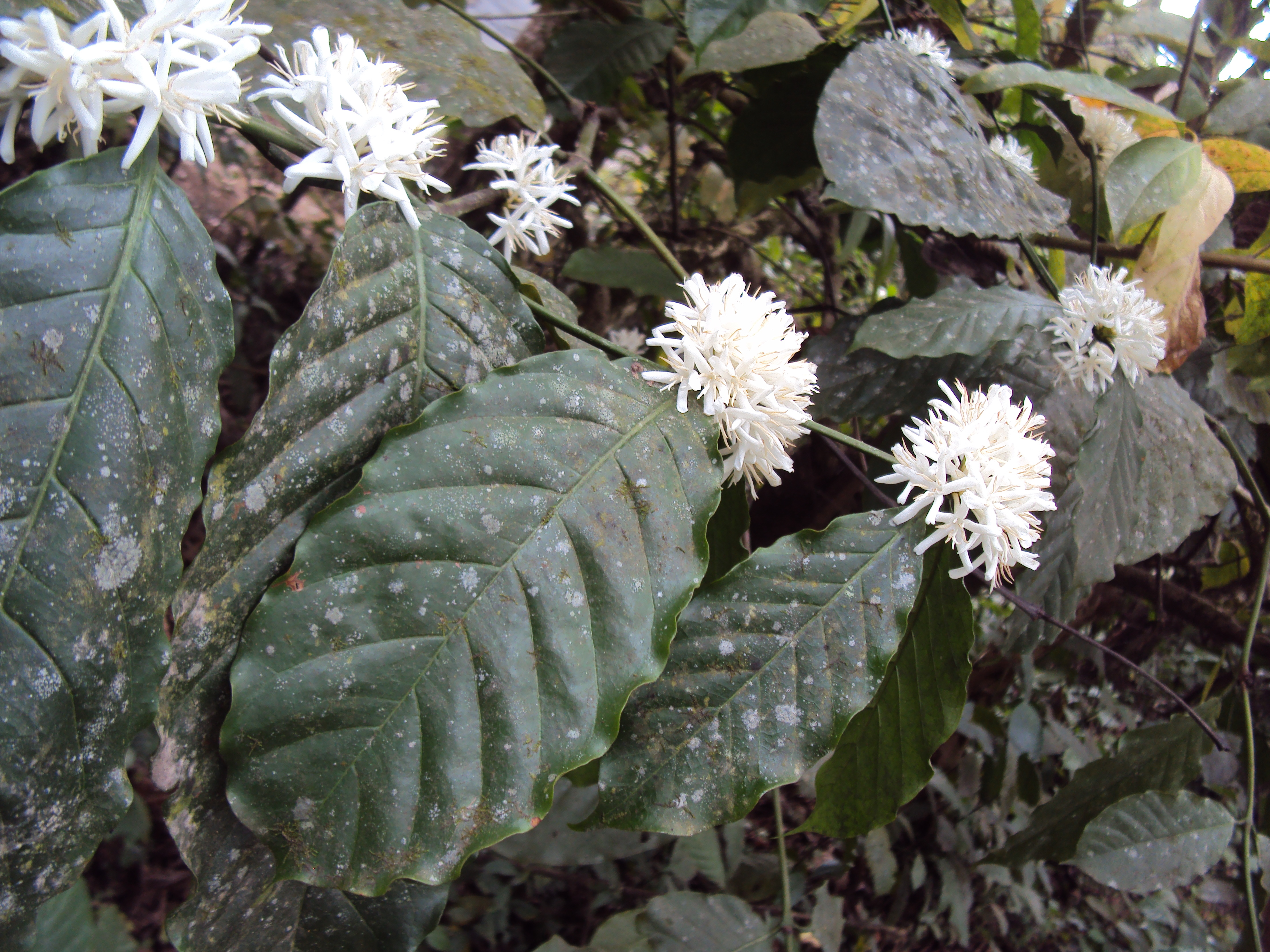
Coffea canephora

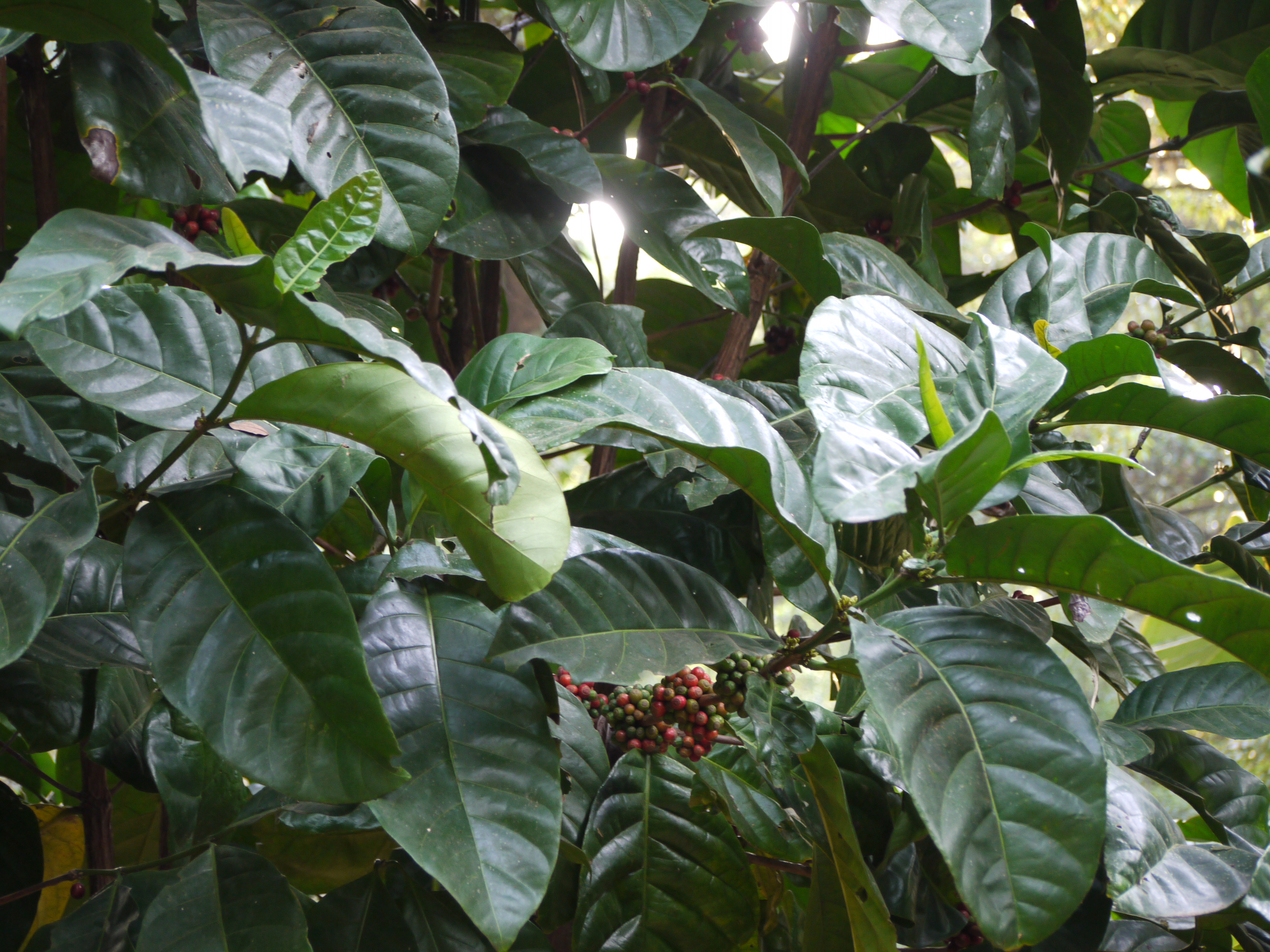
Coffea liberica

- Coffea abbayesii J.-F.Leroy: Sie kommt im südöstlichen Madagaskar vor.[7]
- Coffea affinis De Wild. (Syn.: Coffea stenophylla var. camaya Portères): Sie ist im tropischen Westafrika verbreitet. Sie ist vielleicht eine Hybride aus Coffea liberica × Coffea stenophylla.[7]
- Coffea alleizettii Dubard: Sie kommt im zentralen Madagaskar nur in Anjozorobé vor.[7]
- Coffea ambanjensis J.-F.Leroy: Sie kommt im nordwestlichen Madagaskar vor.[7]
- Coffea ambongensis J.-F.Leroy ex A.P.Davis & Rakotonas: Sie wurde 2008 aus dem nordwestlichen Madagaskar erstbeschrieben.
- Coffea andrambovatensis J.-F.Leroy: Sie kommt im östlichen Madagaskar nur in Andrambovato vor.[7]
- Coffea ankaranensis J.-F.Leroy ex A.P.Davis & Rakotonas: Sie wurde 2001 erstbeschrieben. Sie kommt im nördlichen Madagaskar vor.[7]
- Coffea anthonyi Stoff. & F.Anthony: Sie wurde 2009 erstbeschrieben. Sie kommt in Kamerun und in der Republik Kongo vor.
- Coffea arabica L. (Syn.: Coffea bourbonica Pharm. ex Wehmer nom. nud., Coffea corymbulosa Bertol., Coffea laurifolia Salisb., Coffea moka Heynh., Coffea sundana Miq., Coffea vulgaris Moench, Coffea arabica var. angustifolia Cramer nom. illeg., Coffea arabica var. typica Cramer, Coffea arabica var. straminea Miq. ex A.Froehner, Coffea arabica var. sundana (Miq.) A.Chev., Coffea arabica var. polysperma Burck, Coffea arabica var. amarella A.Froehner, Coffea arabica var. maragogype A.Froehner, Coffea arabica var. rotundifolia Ottol. ex Cramer, Coffea arabica var. murta Lalière, Coffea arabica var. bullata Cramer, Coffea arabica var. columnaris Ottol. ex Cramer, Coffea arabica var. erecta Ottol. ex Cramer, Coffea arabica var. mokka Cramer, Coffea arabica var. monosperma Ottol. & Cramer, Coffea arabica var. pendula Cramer, Coffea arabica var. purpurascens Cramer, Coffea arabica var. variegata Ottol. ex Cramer, Coffea arabica var. bourbon Rodr. ex Choussy, Coffea arabica var. brevistipulata Cif., Coffea arabica var. longistipulata Cif., Coffea arabica var. pubescens Cif., Coffea arabica var. culta A.Chev., Coffea arabica var. cultoides A.Chev., Coffea arabica var. latifolia A.Chev., Coffea arabica var. myrtifolia A.Chev.): Sie kommt ursprünglich nur im östlichen Südsudan, südwestlichen Äthiopien und nördlichen Kenia (nur auf Mt. Marsibit) vor. Sie wird in vielen Gebieten für Arabica-Kaffee angebaut. Sie ist aus Coffea canephora × Coffea eugenioides entstanden.
- Coffea arenesiana J.-F.Leroy: Sie kommt im östlichen Madagaskar vor.[7]
- Coffea augagneurii Dubard (Syn.: Coffea diversifolia Jum., Coffea bonnieri var. diversifolia (Jum.) A.Chev.): Sie kommt im nördlichen Madagaskar vor.[7]
- Coffea bakossii Cheek & Bridson: Sie wurde 2002 aus dem westlichen Kamerun erstbeschrieben.
- Coffea benghalensis B.Heyne ex Schult.: Es gibt seit 2010 zwei Varietäten:
  - Coffea benghalensis var. bababudanii (Sivar., Biju & P.Mathew) A.P.Davis (Syn.: Psilanthus bababudanii Sivar.): Diese Neukombination erfolgte 2010. Sie kommt im nordöstlichen Indien.[7]
  - Coffea benghalensis B.Heyne ex Schult. var. benghalensis (Syn.: Coffea floreifoliosa A.Chev., Coffea semiexserta Colebr. ex Roxb.): Sie ist von Nepal bis Indochina verbreitet.[7]
- Coffea bertrandii A.Chev.: Sie kommt im südlichen Madagaskar vor.[7]
- Coffea betamponensis Portères & J.-F.Leroy: Sie kommt im östlichen Madagaskar vor.[7]
- Coffea bissetiae A.P.Davis & Rakotonas: Sie wurde 2008 erstbeschrieben. Sie kommt im nordwestlichen Madagaskar vor.[7]
- Coffea boinensis A.P.Davis & Rakotonas: Sie wurde 2008 erstbeschrieben. Sie kommt im nordwestlichen Madagaskar vor.[7]
- Coffea boiviniana (Baill.) Drake: Es gibt zwei Unterarten:[7]
  - Coffea boiviniana (Baill.) Drake subsp. boiviniana: Sie kommt im nördlichen Madagaskar vor.[7]
  - Coffea boiviniana subsp. drakei J.-F.Leroy: Sie kommt im nordwestlichen Madagaskar vor.[7]
- Coffea bonnieri Dubard (Syn.: Coffea bonnieri subsp. androrangae J.-F.Leroy): Sie kommt im nördlichen Madagaskar nur auf Mt. d’Ambre sowie Mt. Anjenabe vor.[7]
- Coffea brassii (J.-F.Leroy) A.P.Davis (Syn.: Paracoffea brassii J.-F.Leroy, Psilanthus brassii (J.-F.Leroy) A.P.Davis): Diese Neukombination erfolgte 2010. Sie kommt in Neuguinea und nördlichen Queensland vor.[7]
- Coffea brevipes Hiern (Syn.: Coffea montana K.Schum. ex De Wild., Coffea staudtii A.Froehner): Sie kommt tropischen westlichen-zentralen Afrika vor.
- Coffea bridsoniae A.P.Davis & Mvungi: Sie wurde 2004 erstbeschrieben. Dieser Endemit kommt in Tansania nur in den östlichen Usambara-Bergen vor.
- Coffea buxifolia A.Chev.: Sie kommt im zentralen Madagaskar vor.[7]
- Coffea canephora Pierre ex A.Froehner (Syn.: Coffea arabica var. stuhlmannii A.Froehner, Coffea bukobensis Zimm., Coffea laurentii De Wild., Coffea maclaudii A.Chev., Coffea quillon Wester nom. nud., Coffea robusta L.Linden, Coffea ugandae Cramer, Coffea welwitschii Pierre ex De Wild., Coffea canephora subvar. robusta (L.Linden) A.Chev., Coffea canephora var. laurentii (De Wild.) A.Chev., Coffea canephora var. stuhlmannii (A.Froehner) A.Chev., Coffea canephora var. hiernii Pierre ex De Wild., Coffea canephora var. hinaultii Pierre ex De Wild., Coffea canephora var. kouilouensis De Wild., Coffea canephora var. nganda Haarer nom. illeg., Coffea canephora var. muniensis Pierre ex De Wild., Coffea canephora var. oligoneura Pierre ex De Wild., Coffea canephora var. trillesii De Wild., Coffea canephora var. wildemanii Pierre ex De Wild., Coffea canephora var. welwitschii (Pierre ex De Wild.) A.Chev., Coffea canephora var. opaca Pierre ex De Wild., Coffea canephora var. maclaudii (A.Chev.) A.Chev., Coffea canephora var. crassifolia Laurent ex De Wild., Coffea canephora var. sankuruensis (De Wild.) De Wild., Coffea canephora var. ugandae (Cramer) A.Chev., Coffea canephora var. gossweileri A.Chev., Coffea canephora var. oka A.Chev.): Sie ist vom tropischen Westafrika bis zum Südsudan und nördlichen Angola verbreitet. Sie ist in einigen Gebieten ein Neophyt. Sie wird in vielen Gebieten für Robusta-Kaffee angebaut.
- Coffea carrissoi A.Chev.: Sie kommt in Angola nur in Malange vor.
- Coffea charrieriana Stoff. & F.Anthony: Sie wurde 2008 erstbeschrieben. Sie kommt im südwestlichen Kamerun.
- Coffea cochinchinensis Pierre ex Pit.: Sie kommt in Kambodscha und Vietnam vor.
- Coffea commersoniana (Baill.) A.Chev.: Sie kommt im südöstlichen Madagaskar vor.[7]
- Coffea congensis A.Froehner (Syn.: Coffea congensis var. chalotii Pierre ex De Wild., Coffea congensis var. froehneri Pierre ex De Wild., Coffea congensis var. oubanghensis Pierre ex De Wild., Coffea congensis var. subsessilis De Wild., Coffea congensis var. micrantha Lebrun): Sie ist im tropischen westlichen-zentralen Afrika verbreitet.
- Coffea costatifructa Bridson: Sie kommt im östlichen Tansania nur in Rufiji sowie Kilwa vor.
- Coffea coursiana J.-F.Leroy: Es gibt zwei Unterarten, die beide im östlichen Madagaskar vorkommen:[7]
  - Coffea coursiana J.-F.Leroy subsp. coursiana
  - Coffea coursiana subsp. littoralis J.-F.Leroy
- Coffea dactylifera Robbr. & Stoff.: Sie kommt in der Demokratischen Republik Kongo vor.
- Coffea decaryana J.-F.Leroy: Sie kommt im westnordwestlichen Madagaskar vor.[7]
- Coffea dubardii Jum.: Sie kommt im nördlichen sowie nordwestlichen Madagaskar vor.[7]
- Coffea ebracteolata (Hiern) Brenan (Syn.: Coffea lamtoensis Portères): Sie kommt vom tropischen Westafrika bis Kamerun vor.[7]
- Coffea eugenioides im südlichenMoore (Syn.: Coffea arabica var. intermedia A.Froehner, Coffea intermedia (A.Froehner) A.Chev., Coffea nandiensis Dowson ex Bullock, Coffea becquetii A.Chev.): Sie ist vom Südsudan bis tropischen östlichen-zentralen sowie östlichen Afrika verbreitet.[7]
- Coffea fadenii Bridson: Sie kommt Kenia (nur in den Teita Hills) und Tansania (nur in den östlichen Usambara-Bergen) vor.[7]
- Coffea farafanganensis J.-F.Leroy: Sie kommt im südöstlichen Madagaskar vor.[7]
- Coffea floresiana Boerl.: Sie kommt nur auf den Kleinen Sundainseln.[7]
- Coffea fotsoana Stoff. & Sonké: Sie wurde 2004 aus Kamerun erstbeschrieben.[7]
- Coffea fragilis J.-F.Leroy: Sie kommt in Madagaskar vor.[7]
- Coffea fragrans Wall. ex Hook. f.: Sie kommt Indien, Bangladesch und Myanmar vor.[7]
- Coffea gallienii Dubard: Dieser Endemit kommt im nördlichen Madagaskar nur auf Mt. d’Ambre vor.[7]
- Coffea grevei Drake ex A.Chev.: Es gibt seit 2008 zwei Unterarten:[7]
  - Coffea grevei Drake ex A.Chev. subsp. grevei (Syn.: Coffea capuronii J.-F.Leroy, Coffea morondavensis J.-F.Leroy): Sie kommt im westlichen Madagaskar vor.[7]
  - Coffea grevei subsp. mahajangensis A.P.Davis & Rakotonas: Sie wurde 2008 erstbeschrieben. Sie kommt westnordwestlichen Madagaskar vor.[7]
- Coffea heimii J.-F.Leroy: Sie kommt im nördlichen Madagaskar vor.[7]
- Coffea ×heterocalyx Stoff. (Syn.: Coffea brevipes var. heterocalyx A.Chev.): Sie kommt im südwestlichen Kamerun vor. Sie ist eine Hybride aus Coffea eugenioides × Coffea liberica var. dewevrei, die vielleicht in Kultur entstanden ist.[7]
- Coffea homollei J.-F.Leroy: Sie kommt im östlichen Madagaskar vor.[7]
- Coffea horsfieldiana Miq.: Sie kommt nur auf Java vor.[7]
- Coffea humbertii J.-F.Leroy: Sie kommt im südwestlichen und westlichen-zentralen Madagaskar vor.[7]
- Coffea humblotiana Baill. (Syn.: Coffea arabica var. humblotiana (Baill.) A.Froehner, Coffea arabica var. rachiformis (Baill.) A.Froehner, Coffea rachiformis Baill.): Dieser Endemit kommt nur auf der zu den Komoren gehörenden Insel Njazidja vor.[7]
- Coffea humilis A.Chev.: Sie kommt in Sierra Leone, Liberia und der südwestlichen Elfenbeinküste vor.[7]
- Coffea jumellei J.-F.Leroy: Sie kommt im nördlichen Madagaskar vor.[7]
- Coffea kapakata (A.Chev.) Bridson: Sie kommt Republik Kongo nur in Bas-Kouilou und Angola nur in Cuanza Sul vor.[7]
- Coffea kianjavatensis J.-F.Leroy: Sie kommt im östlichen Madagaskar vor.[7]
- Coffea kihansiensis A.P.Davis & Mvungi: Sie wurde 2004 aus den zentralen Tansania erstbeschrieben.[7]
- Coffea kimbozensis Bridson: Sie kommt im östlichen Tansania nur in Morogoro vor.[7]
- Coffea kivuensis Lebrun (Syn.: Coffea eugenioides var. kivuensis (Lebrun) A.Chev.): Sie kommt in der östlichen Demokratischen Republik Kongo vor.[7]
- Coffea labatii A.P.Davis & Rakotonas: Sie wurde 2008 erstbeschrieben. Sie kommt im zentralen-westlichen Madagaskar vor.[7]
- Coffea lancifolia A.Chev.: Es gibt zwei Varietäten, die beide im östlichen Madagaskar vorkommen:[7]
  - Coffea lancifolia var. auriculata J.-F.Leroy
  - Coffea lancifolia A.Chev. var. lancifolia
- Coffea lebruniana Germ. & Kesler: Sie kommt im tropischen westlichen-zentralen Afrika vor.[7]
- Coffea leonimontana Stoff.: Sie kommt im südwestlichen Kamerun.[7]
- Coffea leroyi A.P.Davis: Sie wurde 2000 aus dem östlichen Madagaskar erstbeschrieben.[7]
- Coffea liaudii J.-F.Leroy ex A.P.Davis: Sie wurde 2000 erstbeschrieben. Sie kommt im zentralen-östlichen Madagaskar vor.[7]
- Coffea liberica W.Bull: Es gibt zwei Varietäten und eine Form. Sie ist in einigen Gebieten ein Neophyt. Sie wird in vielen Gebieten für Liberica-Kaffee angebaut:[7]
  - Coffea liberica f. bwambensis Bridson: Sie kommt in Uganda vor.[7]
  - Coffea liberica var. dewevrei (De Wild. & T.Durand) Lebrun (Syn.: Coffea arnoldiana De Wild., Coffea aruwimiensis De Wild., Coffea dewevrei De Wild. & T.Durand, Coffea dybowskii Pierre ex De Wild., Coffea dybowskii H.C.Hall nom. illeg., Coffea excelsa A.Chev., Coffea neoarnoldiana A.Chev. nom. nud., Coffea royauxii De Wild., Coffea sylvatica A.Chev., Coffea zenkeri De Wild. ex A.Chev.): Sie kommt von Kamerun bis Südsudan vor.[7]
  - Coffea liberica W.Bull var. liberica (Syn.: Coffea abeokutae Cramer, Coffea excelsoidea Portères ex A.Chev., Coffea klainii Pierre ex De Wild., Coffea oyemensis A.Chev., Coffea liberica var. pyriformis Fauchère, Coffea liberica var. indeniensis Siebert nom. nud., Coffea liberica var. gossweileri A.Chev., Coffea liberica var. ivorensis Siebert, Coffea liberica var. liberiensis Siebert, Coffea liberica var. aurantiaca A.Chev., Coffea liberica var. grandifolia A.Chev.): Sie von tropischen Westafrika bis Uganda und Angola verbreitet.[7]
- Coffea ligustroides S.Moore: Sie kommt im östlichen Zimbabwe nur in Chirinda vor.[7]
- Coffea littoralis A.P.Davis & Rakotonas: Sie wurde 2001 erstbeschrieben. Sie kommt im nordöstlichen Madagaskar vor.[7]
- Coffea lulandoensis Bridson: Sie kommt in Tansania nur in Mufindi vor.[7]
- Coffea mabesae (Elmer) J.-F.Leroy: Sie kommt von Malesien bis Queensland (nur auf den Torres-Strait-Inseln).[7]
- Coffea macrocarpa A.Rich. (Syn.: Coffea bernardiniana J.-F.Leroy, Coffea bojeriana J.-F.Leroy, Coffea grandifolia Bojer ex Baker): Sie kommt nur auf Mauritius vor.[7]
- Coffea madurensis Teijsm. & Binn. ex Koord.: Sie kommt nur auf der zu Java gehörenden Insel Madura vor.[7]
- Coffea magnistipula Stoff. & Robbr.: Sie kommt im südwestlichen Kamerun und westlichen Gabun.[7]
- Coffea malabarica (Sivar., Biju & P.Mathew) A.P.Davis (Syn.: Psilanthus malabaricus Sivar.): Diese Neukombination erfolgte 2010. Sie kommt im südwestlichen Indien.[7]
- Coffea mangoroensis Portères: Sie kommt im zentralen-östlichen Madagaskar vor.[7]
- Coffea mannii (Hook. f.) A.P.Davis (Syn.: Coffea gilgiana A.Froehner, Psilanthus comoensis Pierre ex De Wild., Psilanthus ledermannii A.Chev., Psilanthus mannii Hook. f., Psilanthus tetramerus Hiern): Diese Neukombination erfolgte 2011. Sie ist im tropischen westlichen sowie westlich-zentralen Afrika verbreitet.[7]
- Coffea manombensis A.P.Davis: Sie wurde 2000 erstbeschrieben. Sie kommt im südöstlichen Madagaskar vor.[7]
- Coffea mapiana Sonké, Nguembou & A.P.Davis: Sie wurde 2006 aus Kamerun erstbeschrieben.[7]
- Coffea mauritiana Lam. (Syn.: Coffea arabica var. mauritiana (Lam.) Willd., Coffea campaniensis J.-F.Leroy, Coffea mauritiana var. lanceolata A.Chev., Coffea nossikumbaensis A.Chev., Coffea sylvestris Willd. ex Schult.): Sie kommt in Mauritius und Réunion vor.[7]
- Coffea mayombensis A.Chev. (Syn.: Coffea brevipes var. longifolia A.Froehner): Sie ist von Nigeria bis ins tropische westliche-zentrale Afrika verbreitet.[7]
- Coffea mcphersonii A.P.Davis & Rakotonas: Sie wurde 2001 erstbeschrieben. Sie kommt im nordöstlichen Madagaskar vor.[7]
- Coffea melanocarpa Welw. ex Hiern: Sie kommt in Cabinda und Angola vor.[7]
- Coffea merguensis Ridl. (Syn.: Coffea merguensis var. orientalis Craib): Sie kommt in Myanmar, Thailand und Vietnam vor.[7]
- Coffea millotii J.-F.Leroy (Syn.: Coffea ambodirianaensis Portères, Coffea dolichophylla J.-F.Leroy): Sie kommt im östlichen Madagaskar vor.[7]
- Coffea minutiflora A.P.Davis & Rakotonas: Sie wurde 2003 erstbeschrieben. Sie kommt im ostsüdöstlichen Madagaskar vor.[7]
- Coffea mogenetii Dubard: Dieser Endemit kommt im nördlichen Madagaskar nur auf Mt. d’Ambre vor.[7]
- Coffea mongensis Bridson: Sie kommt im nordöstlichen Tansania vor.[7]
- Coffea montekupensis Stoff.: Sie kommt im südwestlichen Kamerun vor.[7]
- Coffea montis-sacri A.P.Davis: Sie wurde 2001 erstbeschrieben. Dieser Endemit kommt im östlichen Madagaskar nur auf dem Mt. Vatovavy vor.[7]
- Coffea moratii J.-F.Leroy ex A.P.Davis & Rakotonas: Sie wurde 2003 erstbeschrieben. Sie kommt westlichen Madagaskar vor.[7]
- Coffea mufindiensis Hutch. ex Bridson (Syn.: Coffea mufindiensis Hutch. ex A.Chev.): Es gibt vier Unterarten:[7]
  - Coffea mufindiensis subsp. australis Bridson: Sie kommt im südlichen Malawi, im östlichen Simbabwe und westlichen Mosambik vor.[7]
  - Coffea mufindiensis subsp. lundaziensis Bridson: Sie kommt im nördlichen Malawi und nördlichen Sambia vor.[7]
  - Coffea mufindiensis Hutch. ex Bridson subsp. mufindiensis: Sie kommt in Tansania vor.[7]
  - Coffea mufindiensis subsp. pawekiana (Bridson) Bridson (Syn.: Coffea pawekiana Bridson): Sie kommt nur im nördlichen Malawi.[7]
- Coffea myrtifolia (A.Rich. ex DC.) J.-F.Leroy (Syn.: Coffea vaughanii J.-F.Leroy, Coffea vaughanii var. defuncta J.-F.Leroy): Sie kommt nur auf Mauritius vor.[7]
- Coffea namorokensis A.P.Davis & Rakotonas: Sie wurde 2010 erstbeschrieben. Sie kommt im westnordwestlichen Madagaskar vor.[7]
- Coffea neobridsoniae A.P.Davis: Sie wurde 2010 erstbeschrieben. Sie kommt im südwestlichen Indien.[7]
- Coffea neoleroyi A.P.Davis: Sie wurde 2010 erstbeschrieben. Sie kommt im südwestlichen Äthiopien, Sudan und im nordöstlichen Uganda.[7]
- Coffea perrieri Drake ex Jum. & H.Perrier: Sie kommt in Madagaskar vor.[7]
- Coffea pervilleana (Baill.) Drake (Syn.: Coffea brachyphylla Radlk., Coffea antsingyensis J.-F.Leroy): Sie kommt im nördlichen Madagaskar (inklusive der Insel Nosi Bé) vor.[7]
- Coffea pocsii Bridson: Sie kommt im östlichen Tansania nur in Morogoro vor.[7]
- Coffea pseudozanguebariae Bridson: Sie kommt im südöstlichen Kenia und im nordöstlichen Tansania (inklusive Sansibar).[7]
- Coffea pterocarpa A.P.Davis & Rakotonas: Sie wurde 2008 erstbeschrieben. Sie kommt im westnordwestlichen Madagaskar vor.[7]
- Coffea racemosa Lour. (Syn.: Coffea ramosa Schult. orth. var., Coffea mozambicana DC. nom. illeg., Coffea swynnertonii S.Moore): Sie kommt im östlichen Simbabwe, in KwaZulu-Natal und auf den mosambikanischen Kanalinseln vor.[7]
- Coffea rakotonasoloi A.P.Davis: Sie wurde 2001 erstbeschrieben. Sie kommt im östlichen Madagaskar vor.[7]
- Coffea ratsimamangae J.-F.Leroy ex A.P.Davis & Rakotonas: Sie wurde 2001 erstbeschrieben. Sie kommt im nördlich Madagaskar vor.[7]
- Coffea resinosa (Hook. f.) Radlk. (Syn.: Coffea resinosa var. thouarsii A.Chev.): Sie kommt im östlichen Madagaskar vor.[7]
- Coffea rhamnifolia (Chiov.) Bridson: Sie kommt im zentralen Somalia und im östlichen Kenia.[7]
- Coffea richardii J.-F.Leroy: Sie kommt im östlichen Madagaskar vor.[7]
- Coffea sahafaryensis J.-F.Leroy: Sie kommt im nordöstlichen Madagaskar vor.[7]
- Coffea sakarahae J.-F.Leroy: Sie kommt im südlichen-zentralen Madagaskar vor.[7]
- Coffea salvatrix Swynn. & Philipson: Sie kommt im südwestlichen Tansania bis zum tropischen südlichen Afrika verbreitet.[7]
- Coffea sambavensis J.-F.Leroy ex A.P.Davis & Rakotonas: Sie wurde 2001 erstbeschrieben. Sie kommt im nordöstlichen Madagaskar vor.[7]
- Coffea sapinii (De Wild.) A.P.Davis: Sie wurde 2010 aus der Demokratischen Republik Kongo erstbeschrieben.[7]
- Coffea schliebenii Bridson: Sie kommt im südöstlichen Tansania und nördlichen Mosambik vor.[7]
- Coffea semsei (Bridson) A.P.Davis: Sie wurde 2010 erstbeschrieben. Sie kommt in Tansania nur in Ulanga vor.[7]
- Coffea sessiliflora Bridson: Es gibt zwei Unterarten:[7]
  - Coffea sessiliflora subsp. mwasumbii Bridson: Sie kommt in Tansania nur in Kisarawe vor.[7]
  - Coffea sessiliflora subsp. sessiliflora: Sie kommt nur im südöstlichen Kenia vor.[7]
- Coffea stenophylla G.Don: Sie ist im tropischen Westafrika verbreitet.[7]
- Coffea tetragona Jum. & H.Perrier: Sie kommt im nordwestlichen Madagaskar vor.[7]
- Coffea togoensis A.Chev.: Sie kommt in Ghana, Benin und Togo vor.[7]
- Coffea toshii A.P.Davis & Rakotonas: Sie wurde 2010 aus Madagaskar erstbeschrieben.[7]
- Coffea travancorensis Wight & Arn.: Sie kommt im südlichen Indien und Sri Lanka vor.[7]
- Coffea tricalysioides J.-F.Leroy (Syn.: Coffea tsaratanensis J.-F.Leroy): Sie kommt im nördlichen Madagaskar vor.[7]
- Coffea tsirananae J.-F.Leroy: Sie kommt im nördlichen Madagaskar vor.[7]
- Coffea vatovavyensis J.-F.Leroy: Sie kommt im östlichen Madagaskar vor.[7]
- Coffea vavateninensis J.-F.Leroy: Sie kommt im östlichen Madagaskar vor.[7]
- Coffea vianneyi J.-F.Leroy: Sie kommt im südöstlichen Madagaskar vor.[7]
- Coffea vohemarensis A.P.Davis & Rakotonas: Sie wurde 2003 erstbeschrieben. Sie kommt im nordöstlichen Madagaskar vor.[7]
- Coffea wightiana Wall. ex Wight & Arn.: Sie kommt im südlichen Indien und Sri Lanka vor.[7]
- Coffea zanguebariae Lour. (Syn.: Coffea ibo A.Froehner, Coffea schumanniana Busse, Coffea zanzibarensis R.M.Grey): Sie kommt vom südlichen Tansania über Mosambik und Simbabwe bis Eswatini vor.[7]

## Kultivierte Kaffeearten
- Coffea arabica: Der Anbau erfolgt vorzugsweise auf Höhenlagen von 1000 bis 3000 Metern, die Wuchshöhe beträgt etwa 5 Meter, Laubblätter 5–20 cm lang, trägt Früchte nach 3 – 5 Jahren für 50 – 60 (– 100) Jahre, Früchte 9–11 Monate nach der Befruchtung reif, in Deutschland der übliche Kaffee, 1,5 % Coffein, mehrere Sorten, über 60 % der Weltkaffeeproduktion[8]
- Coffea canephora (Robusta), ursprünglich West- und Zentralafrika, erst seit dem 19. Jh. als Kaffeepflanze bekannt, natürliche Wuchshöhe bis zu 8 m, Blätter bis zu 40 cm lang, Früchte 6–8 Monate nach der Befruchtung reif, 2,7 % Coffein, Geschmack herber, mehrere Sorten, getrunken v. a. in Südfrankreich, Spanien, Portugal, ca. 36 % der Weltkaffeeproduktion[8]
- Coffea liberica, Wuchshöhe bis 9 (– 20) m, ursprünglich Flachland Westafrikas, inzwischen auch Philippinen, Indonesien, Vietnam, Laubblätter bis 35 cm lang und 15 cm breit; Kirschen größer und härter als bei Arabica und Robusta, ertragreich und widerstandsfähig gegenüber Parasiten
  - darunter die Sorte Excelsa, 1904 entdeckt, Wuchshöhe bis 20 m, Umgebung des Tschadsees (250 m über dem Meer), dürrestabil, Laubblätter zunächst rötlich violett, erst im Alter Grün, Früchte brauchen zum Reifen 12 bis 14 Monate, nur 1 % der Weltproduktion
- Coffea stenophylla, um 1890 entdeckt, Wuchshöhe max. 3 m, ursprünglich Bergländer Guineas, Sierra Leones und der Elfenbeinküste, heute auch andere Länder Westafrikas und außerafrikanische Länder in Höhenlagen bis zu 700 Metern, trägt erst nach 7 Jahren für nur 9 Jahre, Bohnen rund, groß und schwarz, milder Geschmack
- Coffea congensis, Kongo (Kinshasa), kleine schmale Blätter, große weiße Blüten[9]
- Coffea bonnieri, Nord-Madagaskar, große dunkelgrüne Blätter, weiße Blütenblätter um die Kaffeekirschen[9]
- Coffea racemosa, Mosambik, lokaler Gebrauch
- Coffea zanguebariae, Tansania, lokaler Gebrauch
- Coffea benghalensis, Wild- und Kulturpflanze in Bengalen, in Höhenlagen von 300 bis 900 Metern, außerhalb der Ursprungsregion schwer zu kultivieren, buschartig, lange dünne Blätter, kleine weiße Blüten, große Bohnen, Aroma ähnlich wie Robusta, außer als Getränk auch für medizinische Zwecke genutzt.[9][10]
- Coffea arabica var. maragogype, Mutation aus Arabica oder Kreuzung zwischen Arabica und Liberica, Bohnen ein Drittel größer als Arabica, angebaut in Mexiko und Nicaragua in Höhenlagen von 400 bis 1200 Metern, niedriger Ertrag
- Híbrido de Timor: Ein natürlicher Hybride von Arabica- und Robusta-Kaffee.